# Miran Pavlin
Miran Pavlin, né le 8 octobre 1971 à Kranj (Yougoslavie), est un footballeur international slovène devenu directeur sportif.

## Carrière
Pavlin joue notamment au NK Olimpija Ljubljana, au Dynamo Dresde, au SC Fribourg et au FC Porto. En mars 2011, il prend sa retraite alors qu'il joue pour le NK FC Koper. Il poursuit néanmoins sa carrière de directeur sportif du NK Koper qu'il menait parallèlement. Il est aussi actif en politique, en étant membre du Parti démocratique slovène.
Il compte 63 sélections et 5 buts en équipe de Slovénie entre 1994 et 2004. Il a participé avec la Slovénie à l'Euro 2000 dans lequel il inscrit un but au premier tour face à la Yougloslavie et à la coupe du monde 2002.